# Янгсвілл (Луїзіана)
Янгсвілл (англ. Youngsville) — місто (англ. city) в США, в окрузі Лафаєтт штату Луїзіана. Населення — 15 929 осіб (2020).

## Географія
Янгсвілл розташований за координатами 30°5′46″ пн. ш. 91°59′46″ зх. д. / 30.09611° пн. ш. 91.99611° зх. д. (30.096233, -91.995983).  За даними Бюро перепису населення США в 2010 році місто мало площу 28,37 км², уся площа — суходіл. В 2017 році площа становила 30,82 км², уся площа — суходіл.

## Демографія
Згідно з переписом 2010 року, у місті мешкало 8105 осіб у 2870 домогосподарствах у складі 2218 родин. Густота населення становила 286 осіб/км².  Було 3043 помешкання (107/км²).
Расовий склад населення:
| - 89,8 % — білих - 6,8 % — чорних або афроамериканців - 1,1 % — азіатів - 0,4 % — корінних американців |

До двох чи більше рас належало 1,1 %. Частка іспаномовних становила 2,9 % від усіх жителів.
За віковим діапазоном населення розподілялося таким чином: 30,7 % — особи молодші 18 років, 63,4 % — особи у віці 18—64 років, 5,9 % — особи у віці 65 років та старші. Медіана віку мешканця становила 32,5 року. На 100 осіб жіночої статі у місті припадало 99,4 чоловіків;  на 100 жінок у віці від 18 років та старших — 97,5 чоловіків також старших 18 років.
Середній дохід на одне домашнє господарство  становив 116 168 доларів США (медіана — 97 043), а середній дохід на одну сім'ю — 114 934 долари (медіана — 91 181). Медіана доходів становила 76 541 долар для чоловіків та 44 354 долари для жінок. За межею бідності перебувало 3,0 % осіб, у тому числі 2,9 % дітей у віці до 18 років та 0,0 % осіб у віці 65 років та старших.
Цивільне працевлаштоване населення становило 4945 осіб. Основні галузі зайнятості: освіта, охорона здоров'я та соціальна допомога — 20,8 %, сільське господарство, лісництво, риболовля — 16,3 %, фінанси, страхування та нерухомість — 11,0 %, будівництво — 9,3 %.